# Visst finns tomten!
Visst finns tomten! (engelska: Yes Virginia, There Is a Santa Claus) är en amerikansk TV-film från 1991 i regi av Charles Jarrott.  I huvudrollerna ses Richard Thomas, Ed Asner och Charles Bronson. Filmen är baserad på brevet "Yes, Virginia, there is a Santa Claus", som var ett svar till den åttaåriga flickan Virginia O'Hanlon, som år 1897 skrev till en tidning och ville få svar på om jultomten verkligen fanns. 

## Rollista i urval
- Richard Thomas - James O'Hanlan
- Ed Asner - Edward P. Mitchell
- Charles Bronson - Francis Church
- Massimo Bonetti - Donelli
- Tamsin Kelsey - Evie O'Hanlan
- Colleen Winton - Andrea Borland
- Katharine Isabelle - Virginia O'Hanlon
- Shawn Macdonald - Teddy O'Hanlan
- Garry Chalk - Goss
- Lillian Carlson - Mrs. Goldstein
- Virginia Bagnato - Maria
- John Kirkconnell - Sean O'Hanlan
- Kerry Sandomirsky - Celeste
- William Samples - Mr. Schuller